# Gelston
Gelston – przysiółek w Anglii, w Lincolnshire. Leży 26,7 km od Lincoln i 169,1 km od Londynu. W latach 1870–1872 osada liczyła 98 mieszkańców. Gelston jest wspomniana w Domesday Book (1086) jako Chevelestune.